# 515 (numero)
Cinquecentoquindici (515) è il numero naturale dopo il 514 e prima del 516.

## Proprietà matematiche
- È un numero dispari.
- È un numero composto con 4 divisori: 1, 5, 103, 515. Poiché la somma dei suoi divisori (escluso il numero stesso) è 109 < 515, è un numero difettivo.
- È un numero semiprimo.
- È un numero palindromo nel sistema numerico decimale.
- È parte delle terne pitagoriche (309, 412, 515), (515, 1236, 1239), (515, 5292, 5317), (515, 26520, 26525), (515, 132612, 132613).

## Astronomia
- 515 Athalia è un asteroide della fascia principale.
- NGC 515 è una galassia lenticolare della costellazione dei Pesci.

## Astronautica
- Cosmos 515 è un satellite artificiale russo.